# Державний лад Сербії
Політика Сербії функціонує в рамках парламентської демократії. Прем'єр-міністр є головою уряду, а президент є головою держави. Сербія є парламентською республікою і має три гілки влади: виконавчу, законодавчу і судову.

## Влада

### Виконавча влада
Виконавча влада здійснюється прем'єр-міністром, який є головою уряду. Прем'єр-міністр обирається Народними зборами за пропозицією президента, який називає його ім'я після консультації з лідерами парламентських фракцій. Президент обирається всенародним голосуванням, але має мало виконавчої влади, і в основному виконує церемоніальні функції. Президент обирається терміном на п'ять років і не більше двох разів. Кабінет міністрів назначається прем'єр-міністром і затверджується Народними зборами. Керівна влада належить прем'єр-міністру, віце-прем'єру і іншим міністрам. Прем'єр-міністр відповідає за порядок денний в Народних зборах і також пропонує на розгляд кандидатури міністрів. Уряд вважається обраним, якщо він був обраним більшістю голосів Народних зборів.

### Законодавча влада

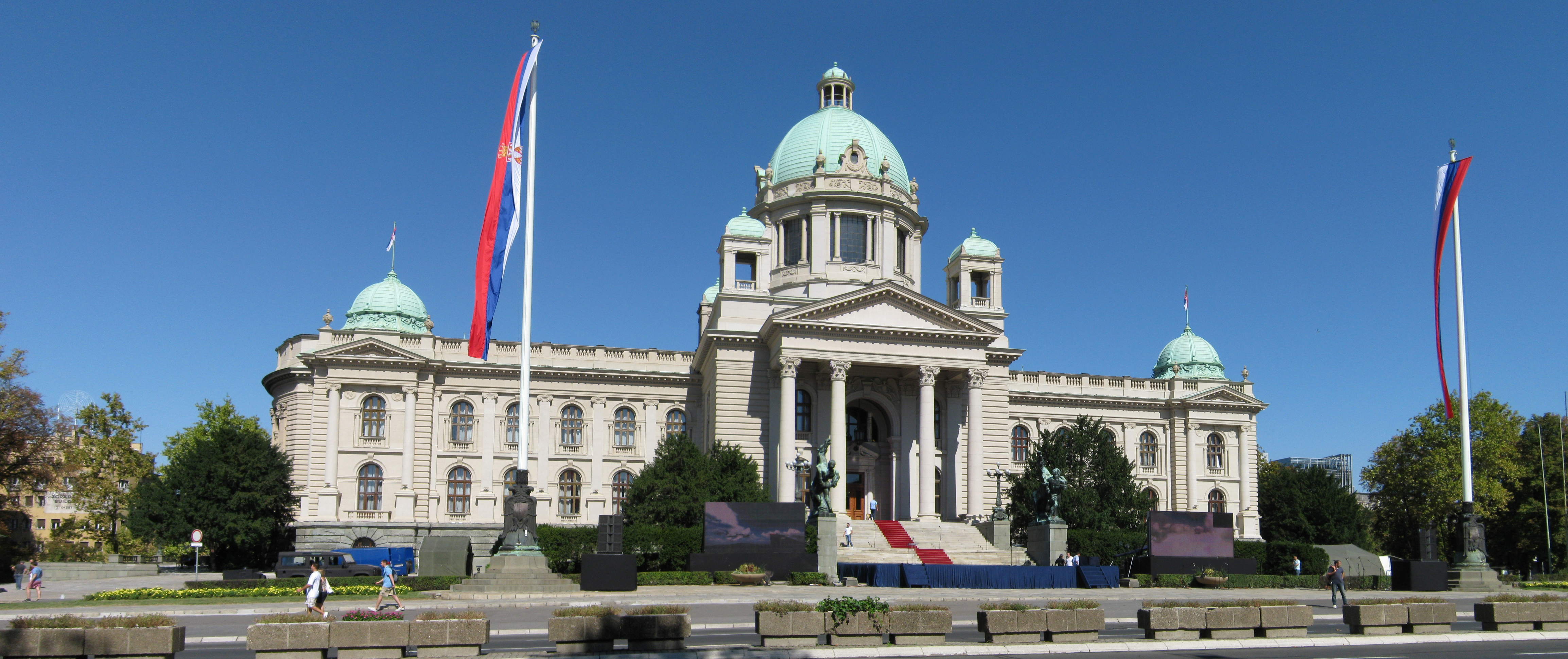
Будинок Народних Зборів

Законодавча влада належить однопалатному парламенту, відомому як Народні збори Сербії, який складається з пропорційно обраних таємним голосуванням 250 депутатів. Національні збори мають конституційну владу в республіці.

### Судова влада
Судова влада в Сербії очолюється Верховним касаційним судом. Цей суд розглядає справи, вирішені судами нижчого рівня. Закон 2008 року про Організацію судів, значно зменшив кількість судів в Сербії — з 168 до 64. Крім того, було створено багато різних рівнів суду: Базовий, Вищий, апеляційний і Верховний касаційний суд.

## Вибори
Сербія використовує багатопартійну систему, з численними політичними партіями. Вибори проводяться на парламентському, провінціальному і місцевому рівнях кожні чотири роки, а президентські вибори проходять кожні п'ять років.

## Міжнародні організації
Сербія входить до таки міжнародних організацій як ООН, ОБСЄ, Рада Європи, ОЧЕС,  НАТО Партнерство заради миру, CEFTA, Міжнародна торгова палата, МВФ, Світовий банк, Співробітництво Південно-Східної Європи, Пакт стабільності для Південно-Східної Європи, Південно-Східна Європейська ініціатива, Центральноєвропейська ініціатива.
Сербія подала заявку на вступ до Європейського союзу і отримала статус кандидата

## Статус Косова
З 1999 року над Косовом був визнаний протекторат ООН. 17 січня 2008 етнічні албанці оголосили незалежність регіону Косово. Сербський уряд не визнав цю спробу здобуття незалежності і визнав її недійсною відповідно до Статуту ООН та сербської конституції. Незважаючи на те, що сербський уряд не визнав незалежності Косова, він заявив: Сербія хоче «нормального життя для всього населення Косова»